# シュトライター (駆逐艦)

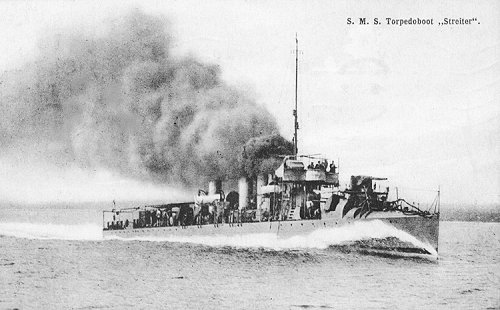
航行するシュトライター

シュトライター (SMS Streiter) はオーストリア＝ハンガリー帝国海軍の駆逐艦。フサール級。艦名は戦士のことである。

## 艦歴
1905年10月30日起工。1906年6月16日進水。同年12月31日竣工。

### 第一次世界大戦
1914年8月16日、モンテネグロ沿岸の封鎖任務に就いていた巡洋艦「ツェンタ」がアドリア海に進入してきたフランスの主力艦隊によって撃沈された。この時、戦艦「モナルヒ」、水雷巡洋艦「パンター」と駆逐艦「シュトライター」、「シャルフシュツェ」もモンテネグロ陣地を砲撃するため出撃していたが、無事に帰投できた。
8月28日、「シュトライター」はモンテネグロの沿岸陣地を砲撃。9月17日には「シュトライター」は艦砲射撃を行う艦艇を掩護した。
10月17日夕方に駆逐艦「シャルフシュツェ」が、夜には駆逐艦「シュトライター」と「ウラーン」がアンティバリの港を砲撃した。または、10月18日夜に駆逐艦「シュトライター」、「シャルフシュツェ」、「ウラーン」、「ウスコケ」はアンティバリ港内に入り砲撃を行った。
1915年3月1から2日の夜、駆逐艦「シュトライター」、「チコーシュ」、「ウラーン」、水雷艇「57」、「66」、「67」がアンティバリ港を攻撃。この時は水雷艇が港内に入り、駆逐艦はそれを掩護した。この攻撃ではモンテネグロのヨット「Rumija」が沈んでいる。
1915年5月23日、イタリアはオーストリア＝ハンガリー帝国に宣戦布告。同日、オーストリア＝ハンガリー帝国海軍の戦艦などは出撃し、アンコーナなどの攻撃へと向かった。それに先立つ5月19日、南からのイタリア艦隊来襲に備え偵察部隊が出撃した。そのうちの一つは巡洋艦「アドミラル・シュパウン」と駆逐艦「シュトライター」、「ヴィルトファング」、「ウスコケ」からなるHグループで、ラゴスタ島とペラゴーザ島との間へと向かった。5月23から24日の夜に偵察部隊はイタリア沿岸の目標攻撃を命じられ、Hグループは24日にテルモリ・カンポマリーノ間の鉄道上の目標とトレーミティ諸島を攻撃した。「シュトライター」はTorre di Mileto付近の信号所を砲撃している。
6月、「シュトライター」は損傷した水上機「L42」をトリエステへ曳航した。
1916年6月23日、「シュトライター」と駆逐艦「ウスコケ」、水雷艇「T8」、「T10」、「T12」はジュリアノーヴァ付近の鉄道攻撃に向かったが、悪天候のため（イタリアの武装列車が理由とも）攻撃は中止となった。7月16日、「シュトライター」はヴィス島沖に機雷を敷設した。
1917年4月22から23日の夜、「シュトライター」と駆逐艦「ウスコケ」、「Warasdiner」はオトラント海峡へ出撃したものの敵と出会わなかった。
9月29日夜、フェラーラの飛行場空襲参加機の援護を行った後、帰投中であった駆逐艦「シュトライター」、「トゥルル」、「ヴェレビト」、「フサール」はイタリアの「スパルヴィエロ」と駆逐艦「Abba」、「Orsini」、「Acerbi」、「Stocco」、「アウダーチェ」、「Ardente」、「Ardito」に捕捉され交戦した。オーストリア＝ハンガリー側は「ヴェレビト」と「フサール」が被弾し、「シュトライター」は「ヴェレビト」をプーラまで曳航した。イタリア側は「スパルヴィエロ」と「Orsini」が被弾している。
11月28日、「シュトライター」と駆逐艦「ディナラ」、「トリグラフ」、「レカ」、「フサール」や水雷艇はセニガッリア・リミニ間の鉄道を攻撃した。
12月19日、「シュトライター」はCortellazzoを砲撃。12月19日、Cortellazzo砲撃を行う戦艦「Árpád」、「ブダペスト」を巡洋艦「アドミラル・シュパウン」などとともに護衛した。
1918年4月16日、「シュトライター」は護衛中の汽船「Petka」に側面に衝突されて沈没し、2名が死亡した。他の乗員は「Petka」に救助されリエカへ運ばれたが、そこでさらに1名が死亡した。

## 要目（1913年以降）
- 長さ：68.38m
- 幅：6.25m
- 満載排水量：414トン
- 速力：28.4ノット
- 兵装：45口径7cm砲1、30口径7cm砲5、45cm魚雷発射管2

出典